# Fernando De Napoli
Fernando De Napoli (Chiusano di San Domenico, Província d'Avellino, Itàlia, 15 de març de 1964), és un exfutbolista italià que va jugar de migcampista.

## Trajectòria
Format al planter de l'US Mirgia de Mercogliano, va passar a l'Avellino, que el va cedir per una temporada al Rimini. La temporada 1983/84 va fer el seu debut en Sèrie A amb l'Avellino.
Tres anys després va ser contractat pel SSC Napoli, amb el qual va guanyar dos Scudetti, una Copa d'Itàlia, una Copa de la UEFA i una Supercopa d'Itàlia. Al costat de Salvatore Bagni va formar l'eix del mig del camp del gran Napoli.
El 1993 va passar al Milan, on va guanyar dos Scudetti, duess Supercopes d'Itàlia, una Copa d'Europa i una Supercopa d'Europa.
El 1995 va ser transferit a la Reggiana, on va cloure la seva carrera de futbolista el 1997. Fins al 2004 va ser el team manager del club emilià.

## Internacional
Ha estat internacional amb la selecció italiana, disputant 16 partits amb la sub-21 (amb 1 gol) i 54 amb la selecció absoluta (1 gol). Va participar en els Mundials de Mèxic 86 i Itàlia 90 i a l'Eurocopa 1988 d'Alemanya Occidental.